# Jean-Claude Rude

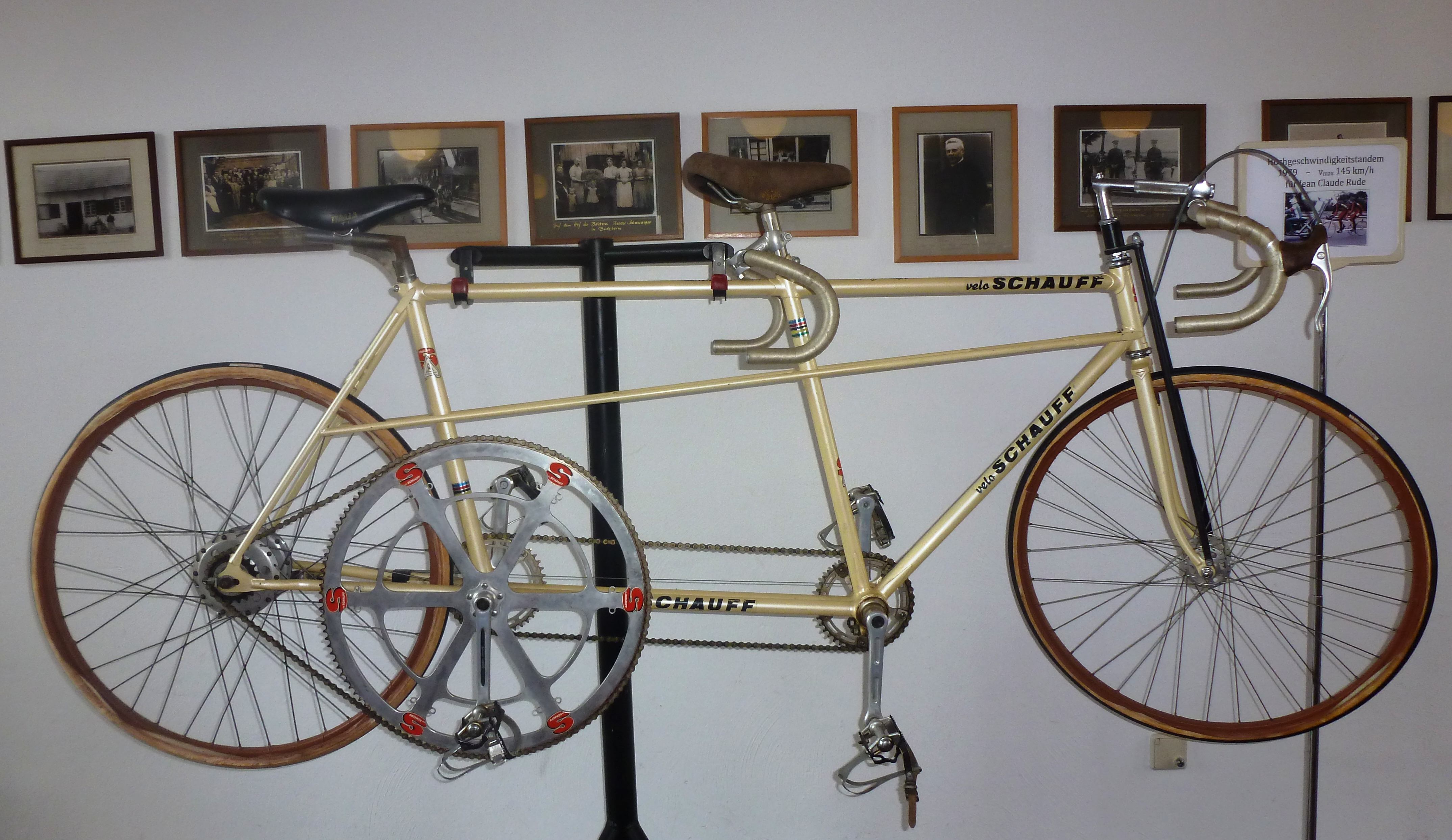
Das Hochgeschwindigkeits-Tandem, auf dem Rude 1979 einen Rekord aufstellte

Jean-Claude Rude (* 28. September 1954 in Reutlingen, Deutschland; † 26. März 1980 in Velars-sur-Ouche) war ein französischer Radsportler.
Jean-Claude Rude wurde 1954 in Deutschland als Sohn eines französischen Besatzungssoldaten geboren. Ab 1973 war er Mitglied des Radsportvereins Union Cycliste Dijonnaise und wurde ein Lokalmatador in Dijon. Als Radsportler war er hauptsächlich auf der Bahn aktiv. 1974 wurde er Vierter der französischen Meisterschaft im Steherrennen der Amateure, 1978 Fünfter, und 1979 belegte er Platz drei. 1975 sowie 1976 war er burgundischer Meister im Einzelzeitfahren und 1975 im 1000-Meter-Zeitfahren.
Rudes besonderer Ehrgeiz galt dem Aufstellen von Geschwindigkeitsrekorden, besonders der Verbesserung des Rekordes von José Meiffret über 204,788 Kilometer pro Stunde aus dem Jahre 1962. Im August 1978 machte er einen Versuch auf der Teststrecke von Volkswagen in Ehra-Lessien, indem er den Windschatten eines Martini-Porsche 935 mit 800 PS, gefahren von dem Rennfahrer Henri Pescarolo, nutzte. Als er 175 km/h erreicht hatte, platzte der Schlauch seines Rades. Für einen zweiten Versuch wurden stärkere Reifen verwendet, doch die Rekordfahrt misslang erneut.
Am 6. Dezember 1979 machte er den Versuch, den Rekord des Deutschen Karl-Heinz Kramer von 154 km/h über 100 Meter zu brechen, stürzte jedoch bei der Geschwindigkeit von 153 km/h und verpasste den Rekord nur um Tausendstel von Sekunden. Auf einem Tandem der Firma Schauff stellte er aber im selben Jahr einen neuen Geschwindigkeitsrekord von 145 Kilometern pro Stunde für Tandems auf. Gemeinsam mit dem blinden Fahrer Etienne Chapaz erreichte er diese Geschwindigkeit auf einer Autobahn im Elsass im Windschatten eines Motorrades.
Am 26. März 1980 trainierte der 25-jährige Jean-Claude Rude für eine Rekordfahrt an der Seite eines Schnellzuges. Er wurde von den Turbulenzen des Zuges mitgerissen und tödlich verletzt. An der Unglücksstelle, nahe dem Viaduc de Fain in Velars-sur-Ouche, ließ seine Familie einen Gedenkstein für ihn aufstellen. Ab 2012 wurde auf der Radrennbahn von Dijon, der Heimbahn von Rude, jährlich die Sprint Trophy de Bourgogne «Souvenir Jean-Claude Rude» zu seinen Ehren ausgetragen.